# Козелец пурпурный
Козелец пурпурный (лат. Scorzonera purpurea L.), или Козелец пурпуровый, — травянистое многолетнее растение, вид растений рода Козелец (Scorzonera) семейства Астровых (Asteraceae). Цветёт в мае — июне. Язычковые цветки бледно-лиловые или розовые, с запахом ванили. Плоды семянки. Распространён в Центральной и Восточной Европе, Западной Сибири, Средней Азии. Занесён в Красные книги Чувашской Республики, Республики Марий Эл и Нижегородской области, имеется в списке редких и уязвимых таксонов, нуждающихся в постоянном контроле и наблюдении в Республике Татарстан.

## Описание
Стержнекорневое травянистое многолетнее растение. Содержит млечный сок. Высота — 25—50 или 30—60 сантиметров. Корень цилиндрический, вертикальный. Корневая шейка обильно покрыта щетинообразными волокнами отмерших листовых черешков. Стебли, одиночные или в числе нескольких, высотой 15—45 сантиметров; голые или паутинисто-шерстистые; простые, всегда с одной корзинкой, или ветвящиеся сверху, с 2—5 корзинками. Цветоносный стебель чаще всего с 2 или более корзинками. Корзинки среднего размера — длина до 2,5 сантиметров, ширина — 0,4—1 сантиметров. Листья шириной от 1 до 3—4 миллиметров; простые, узколинейные, злаковидные; цельнокрайные, желобчато-трёхгранные, голые или немного паутинисто опушенные. Язычковые цветки светло-пурпуровые или фиолетово-розовые, бледно-лиловые или розовые, с запахом ванили. Цветёт в мае — июне. Плод — бледно-жёлтые или бледно-коричневые ребристые семянки 15 миллиметров длиной с перистым хохолком; созревают в июне—июле.

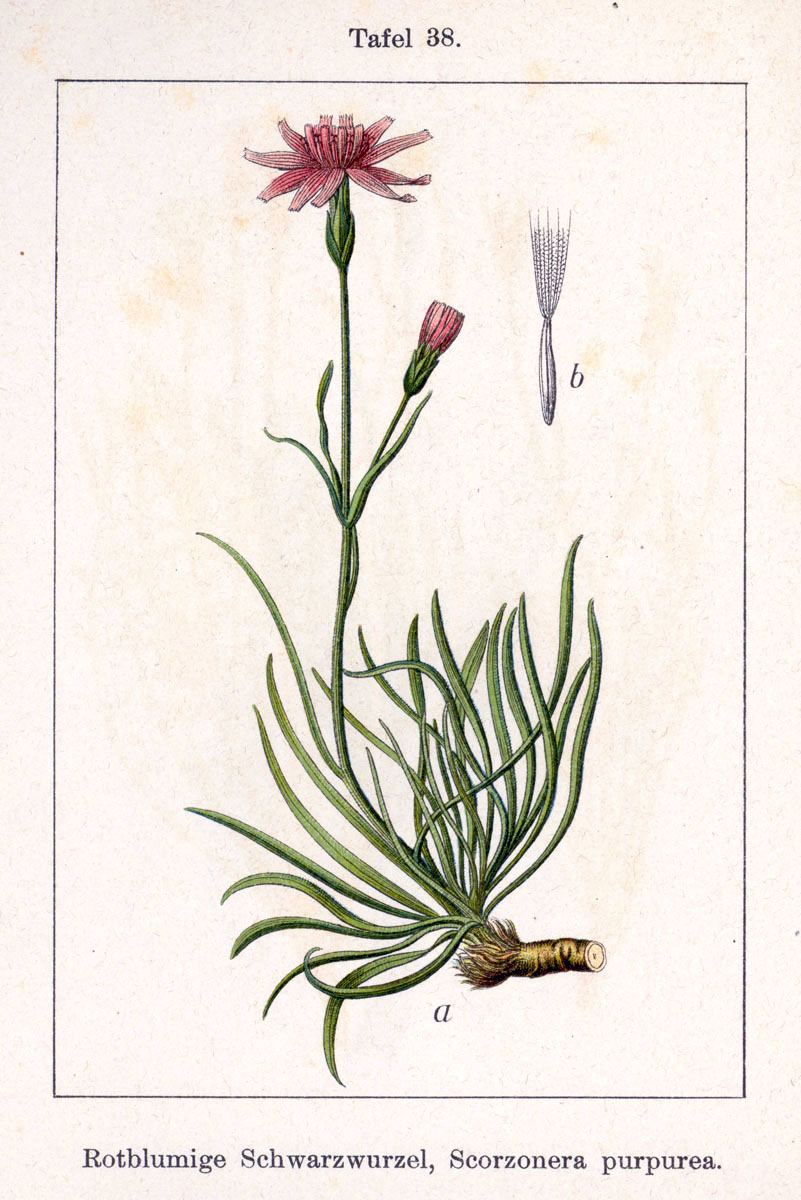
Иллюстрация из книги Штурм, Георг «Deutschlands Flora in Abbildungen» (1796)

Пыльцевые зёрна 3-бороздно-оровые, сфероидальные или сплюснуто-сфероидальные; полярная ось 51,2 микрометра, экваториальный диаметр 52,5 микрометров. Борозды различимы слабо, оры занимают всю апертурную лакуну; контур зубчатый. Скульптура поверхности гребенчато-шиповатая. Толщина экзины — 6,8—7,5 микрометров.

## Ареал
Распространён в Центральной Европе, Восточной Европе, Средиземноморье, Малой Азии и на Балканском полуострове; Причерноморье, Прибалтика, Западная Сибирь, Средняя Азия (Арало-Каспийская низменность). В Украине в Расточье-Ополье (Львовская область, Золочевский район), на Полесье, в Лесостепи и в северной части Степи. Встречается почти во всех областях России. В средней полосе заметен преимущественно в чернозёмной полосе. В Чувашской Республике встречается в Порецком, Яльчикском, Алатырском и Шемуршинском районах. Обитает в степях, заливных и остепнённых лугах, травянистых склонах, в боровых песках, на опушках в остепнённых борах, на щебнистых и известняковых склонах.

## Синонимы
Согласно данным GBIF на сентябрь 2024 года в синонимику вида Scorzonera purpurea L. (1753). In: Sp. Pl. 791. входят следующие названия:
- = Hieracium subcoeruleum E.H.L.Krause
- ≡ Podospermum purpureum (L.) W.D.J.Koch & Ziz — Ножкосемянник пурпурный
- ≡ Scorzonera purpurea subsp. eupurpurea F.Herm.
- = Scorzonera purpurea subsp. purpurea
- = Scorzonera purpurea var. gmelinii DC.
- = Scorzonera purpurea var. legitima Bisch.